# 푸른소금
"푸른소금"은 2011년에 개봉한 대한민국의 드라마 영화이다.

## 캐스팅
- 송강호 : 윤두헌 역
- 신세경 : 조세빈 역
- 천정명 : 애꾸 역
- 이종혁 : 백경민 역
- 김민준 : K 역
- 윤여정 : 강 여사 역
- 이경영 : 최고문 역
- 김뢰하 : 김기철 역
- 오달수 : 육선생 역
- 이솜 : 이은정 역
- 장영남 : 요리학원 선생님 역
- 김종구 : 보스 두 역
- 조영진 : 보스 기 역
- 김강우 : 보스 김 역
- 조덕제 : 보스 리 역
- 최덕문 : 해운대파 두목 역
- 양기원 : 해운대파 부두목 역
- 이종필 : 용수 역
- 장효진 : J 역
- 박지훈 : Q 역
- 정동규 : 김만길 회장 역
- 송재룡 : 노래주점 샐러리맨 역
- 이지혜 : 노래주점 미성년자 역
- 이광진 : 노래주점 건달 역
- 최청자 : 할머니 식당 할머니 역
- 이언정 : 커피숍 점원 역
- 조성희 : 해운대파 부하 1 역
- 이현남 : 해운대파 부하 2 역
- 한성용 : 해운대파 부하 3 역
- 오영석 : 해운대파 부하 4 역
- 한용휘 : 잠수부 1 역
- 김진화 : 잠수부 2 역
- 홍유경 : 부동산 TV 아나운서 역
- 김율리 : 요리학원생 1 역
- 박선하 : 요리학원생 2 역
- 설주영 : 강여사 여자비서 역
- 송민경 : CGV점원 1 역
- 김종훈 : CGV점원 2 역
- 박병철 : 시장 사내 1 역
- 남성훈 : 시장 사내 2 역
- 손상현
- 진양혜 : 뉴스 아나운서 역 (특별출연)

## 사운드트랙
1. 여름날의 블루
2. Prologue
3. Black 1
4. 너만 들으면 돼
5. Sad Sniper
6. Happiness
7. Fun & Fun
8. A Deep, Dark
9. Say Goodbey
10. Black 2
11. The Blue
12. 여름날의 블루 (Feat. 김민석 of Two Chairs)